# Клоков, Иван Ильич
Иван Ильич Клоков (6 мая 1921 — 25 октября 2005) — командир отделения 1331-го горно-стрелкового полка (318-я горно-стрелковая дивизия, 1-я гвардейская армия, 4-й Украинский фронт), старший сержант — на момент представления к награждению орденом Славы 1-й степени.

## Биография
Родился 6 мая 1921 года в селе Новоселицкое, — ныне Новоселицкого района Ставропольского края.
В 1933 году окончил начальную школу в своём селе, работал скотником в колхозе имени Будённого. В 1940 году окончил курсы трактористов и стал работать в МТС.
В 1941 году был призван в Красную армию, с сентября — на фронтах Великой Отечественной войны. Воевал на Северо-Кавказском, 4-м Украинском фронтах. Под Туапсе был ранен в обе ноги. Вернувшись на фронт сражался в составе 1331-го горно-стрелкового полка 318-й горно-стрелковой  дивизии; 13 сентября 1943 года в бою за высоту Безымянную у Цементного завода в городе Новороссийске, красноармеец Клоков одним из первых поднялся в атаку, ворвался в траншею противника, гранатами подавил 3 огневые точки и истребил свыше 10 солдат. Был представлен к награждению орденом Красной Звезды.
После переформирования дивизия влилась в отдельную Приморскую армию 4-го Украинского фронта и была высажена десантом в город Керчь. Отделение И. И. Клокова с боем взяло двухэтажный дом, в плен были захвачены 18 немецких солдат и офицеров. За этот бой Клоков был награждён медалью «За отвагу».
Приказом командира 318-й стрелковой дивизии (№ 016/н) от 9 апреля 1944 года И. И. Клоков был награждён орденом Славы III-й степени.
7 мая 1944 года при прорыве вражеской обороны в районе Сапун-Горы автоматчик Клоков заменил выбывшего из строя командира взвода и поднял бойцов в атаку. В бою за Севастополь истребил 10 фашистских солдат, 8 взял в плен; 16 июня 1944 года был награждён орденом Славы II-й степени (№ 1064).
После освобождения Крыма дивизия участвовала в освобождении Закарпатья и Чехословакии; 21 апреля 1945 года старший сержант Клоков  с отделением одним из первых переправился через реку Ольза (ныне Ольше) у населённого пункта Гожице 12 км северо-восточнее города Моравска-Острава (ныне город Острава). В бою за плацдарм подавил огневую точку, уничтожил 7 противников, захватил крупнокалиберный пулемёт, взял в плен несколько фашистов, овладел домом и удерживал его до подхода основных сил; 15 июня 1945 года был повторно награждён орденом Славы II степени (указом Президиума Верховного Совета СССР от 24 октября 1966 года в порядке перенаграждения он был награждён орденом Славы I-й степени, став, таким образом, полным кавалером ордена Славы).
В октябре 1945 года был демобилизован; в том же году стал членом ВКП(б)/КПСС. Жил в селе Новоселицкое. До 1953 года работал трактористом в колхозе имени Будённого, затем — механиком в колхозе имени Ленина. К его боевым наградам в 1949 году добавилась медаль «За трудовое отличие». В 1981 году вышел на пенсию.
Умер 25 октября 2005 года.
В честь Героя открыта мемориальная доска в средней школе № 1 села Новоселицкого.